# مارکوس هوفمان
مارکوس هوفمان (انگلیسی: Marcus Hoffmann؛ زادهٔ ۱۲ اکتبر ۱۹۸۷) بازیکن فوتبال اهل آلمان است.
از باشگاه‌هایی که در آن بازی کرده‌است می‌توان به باشگاه فوتبال آلمانیا آخن، باشگاه فوتبال کارل زایس ینا، باشگاه فوتبال لایپزیگ، باشگاه فوتبال انرژی کوتبوس، و باشگاه فوتبال هانزا روستوک اشاره کرد.